# Vicente Concha
Vicente Antonio Concha Razzouk (Osorno, Chile, 11 de marzo de 2002) es un futbolista chileno que juega en la posición de defensa. Actualmente milita en Ponte Preta de la Serie C de Brasil.

## Trayectoria
Oriundo de Osorno, se formó en las divisiones inferiores de Unión Española, en donde no logró debutar con el primer equipo. El año 2021 se traslada a Deportes Temuco de la Primera B, integrándose durante la misma temporada al primer equipo albiverde. Debutó profesionalmente el 15 de junio de 2021, en un partido ante Iberia válido por la Copa Chile 2021.En dicha temporada participó en 10 partidos defendiendo la casaca del conjunto pije.
Durante 2022, logra marcar su primer gol en el profesionalismo, en un partido ante Rangers, marcando un gol de cabeza tras centro de Yerko Águila. Además, marcó su segundo gol, también de cabeza, marcando el descuento ante Colo-Colo en partido válido por la Copa Chile 2022. Durante la temporada, participó en 20 partidos.
Durante la temporada 2023 no logró obtener regularidad, pese a que en agosto se rumoreó con un posible traspaso al SC Bastia de la Ligue 2 francesa,que finalmente no prosperó debido a que la oferta del conjunto francés no logró satisfacer al equipo temuquense. En esta temporada, solo disputó 5 partidos oficiales.
Terminada la temporada 2024, no renueva su contrato con el equipo albieverde. En enero de 2025, es anunciado como nuevo jugador del Ponte Preta de la Serie C de Brasil. 

## Selección nacional
Fue nominado a la Selección sub-17 de Chile para partidos amistosos con vistas al Mundial Sub-17 de 2019, no logrando ser convocado a la cita planetaria.
Durante 2022 y 2023 fue nominado por Eduardo Berizzo a microciclos de la Selección sub-23 chilena.Defendió a la sub-23 en enero de 2023, en un partido no oficial ante Santiago Wanderers, que terminó con derrota por 0:5.

## Estadísticas

### Clubes
| Club                    | Div.                | Temporada           | Liga  | Liga  | Regional | Regional | Copas nacionales | Copas nacionales | Torneos internacionales | Torneos internacionales | Total | Total |
| Club                    | Div.                | Temporada           | Part. | Goles | Part.    | Goles    | Part.            | Goles            | Part.                   | Goles                   | Part. | Goles |
| ----------------------- | ------------------- | ------------------- | ----- | ----- | -------- | -------- | ---------------- | ---------------- | ----------------------- | ----------------------- | ----- | ----- |
| Deportes Temuco · Chile | 2.ª                 | 2021                | 8     | 0     | —        | —        | 2                | 0                | —                       | —                       | 10    | 0     |
| Deportes Temuco · Chile | 2.ª                 | 2022                | 17    | 1     | —        | —        | 3                | 1                | —                       | —                       | 20    | 2     |
| Deportes Temuco · Chile | 2.ª                 | 2023                | 4     | 0     | —        | —        | 1                | 0                | —                       | —                       | 5     | 0     |
| Deportes Temuco · Chile | 2.ª                 | 2024                | 27    | 1     | —        | —        | 1                | 0                | —                       | —                       | 28    | 1     |
| Deportes Temuco · Chile | Total club          | Total club          | 56    | 2     | 0        | 0        | 7                | 1                | 0                       | 0                       | 63    | 3     |
| Ponte Preta · Brasil    | 3.ª                 | 2025                | 0     | 0     | 3        | 0        | 0                | 0                | —                       | —                       | 3     | 0     |
| Ponte Preta · Brasil    | Total club          | Total club          | 0     | 0     | 3        | 0        | 0                | 0                | 0                       | 0                       | 3     | 0     |
| Total en su carrera     | Total en su carrera | Total en su carrera | 56    | 2     | 3        | 0        | 7                | 1                | 0                       | 0                       | 66    | 3     |
| 1. 2. 3. 4.             |                     |                     |       |       |          |          |                  |                  |                         |                         |       |       |